# Friedrich Eduard Hoffmann
Friedrich Eduard Hoffmann (Gröningen, 18 d'octubre de 1818 - Berlín, 3 de desembre de 1900) fou un arquitecte i inventor alemany.

## Biografia
El seu pare pare era professor. Hoffmann va estudiar l'educació secundària al Domgymnasium de Halberstadt, del 1833 al 1837, on va aprendre francès.
El 1838, amb el seu germà major, l'inspector de construcció E.W. Hoffmann, va treballar al departament de construcció del govern real a Poznan. Friedrich exercia com a aprenent d'arquitecte. Tres anys més tard, va fer el primer examen i entrà a treballar en una instal·lació ferroviària de Westfàlia. Entre 1841 i 1857 va treballar en la construcció de ferrocarrils, a la línia Berlín-Hamburg. De 1843 a 1845 es va estudiar a la Reial Escola General de Construcció de Berlín, on es va graduar com a mestre d'obres.
Els seus coneixements sobre les deficiències en la producció de maons durant el seu treball en la construcció de ponts ferroviaris el van portar el 1857 a dedicar-se a la indústria ceràmica. El 1858, va fundar la seua pròpia empresa de construcció i va obrir la seua primera rajolerias a Berlín.
Junt amb el responsable municipal de construcció de Danzig, A. Licht, va desenvolupar un forn de rajoles de forma circular que funcionava de manera contínua.

## Obra

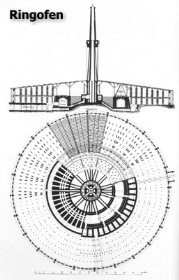
Plànol i alçat d'un forn Hoffmann

Hoffmann va desenvolupar un forn que millorava les condicions tècniques per a la producció dels materials de construcció de la seua època. En un moment de gran expansió de la construcció d'edificis, el seu invent va optimitzar la producció de maons, reduint el temps de combustió i estalviant dos terços del consum de carbó necessari per encendre els forns. Aquest era l'avantatge principal del forn circular, un estalvi de combustible de fins al 70 per cent. Com que el foc mai no s'apagava, totes les operacions (càrrega, tapiat, crema, obertura, refredament i buidatge) es duien a terme al mateix temps a les fins a trenta cambres de combustió disposades al voltant de la xemeneia central. El seu forn circular, que es va posar en funcionament a finals de 1859 a Scholwin, prop de Stettin, es va utilitzar a tot el món. Posseïa patents a tot Europa, Rússia i Estats Units. El 1900 hi havia més de 4000 forns d'anell al món, que es podien trobar fins i tot a Àfrica, Austràlia, Amèrica del Sud i les Índies Orientals.
Va fundar el 1865 l'Associació Alemanya per a la Fabricació de Maons, Ceràmica, Calç i Ciment (Deutschen Vereins für die Fabrikation von Ziegeln, Tonwaren, Kalk und Zement). En 1870 instal·là un laboratori químic especial per a la indústria de l'argila, dedicat a qüestions de la ciència i la pràctica de la ceràmica, i en aquest context també va iniciar la primera publicació del món sobre tecnologia de silicats, Töpfer- und Ziegler-Zeitung, que es publica des de 1868.
El 1858 va patentar el model de forn anular que porta el seu nom. Per la invenció d'aquest forn va rebre el Gran Premi a l'Exposició Universal de París de 1867.
Altres invencions que va patentar són un molí pneumàtic, una excavadora hidràulica i un sistema de carrils angulars per al ferrocarril.